# Pot Black
Le Pot Black (poche noire) fut un tournoi de snooker télévisuel britannique qui a joué une large part dans la popularisation du jeu moderne.

## Historique
Vers la fin des années 1960, la BBC commença les programmes en couleurs et recherchait des programmes qui pourraient exploiter cette nouvelle technologie. Le jeu de snooker, avec ses boules multicolores, fut suggéré. Le format de tournoi à gagnant unique, avec des matchs hebdomadaires à manche unique, fut établi et le programme démarra le 23 juillet 1969 sur BBC2. Le premier tournoi fut gagné par Ray Reardon.
Le succès du Pot Black fut immédiat et phénoménal et il devint le second programme le plus populaire sur BBC2. Les matchs sont toujours conclus par l'empochage de la boule noire, ce qui n'est pas souvent le cas avec les matchs à plusieurs manches.
Le Pot Black fut diffusé de 1969 à 1986. Entre-temps, le billard professionnel, avec ses longs matchs, devint si populaire que les matchs à manches uniques que le Pot Black offrait devinrent presque irréalistes. Il y avait un tournoi à manche unique chronométrée en 1991. Une version junior, appelée Junior Pot Black, est diffusée depuis 1981.
Le thème du générique du Pot Black, instantanément reconnaissable, était le ragtime classique Black And White Rag, composé par George Botsford et joué par Winifred Atwell.
Le Pot Black est aussi responsable de la conception de la plus infamante citation sportive de tous les temps. Le commentateur légendaire « chuchotant » Ted Lowe, conscient du fait que tous les spectateurs n'avaient pas la télévision couleur, dit « Steve va chercher la boule rose - et pour ceux qui sont en train de regarder sur un poste noir et blanc, le rose est à côté du vert. »
Le Pot Black fournit tous les meilleurs joueurs de son temps, parmi lesquels se trouvent des personnalités bien-aimées comme Fred Davis, Ray Reardon, Graham Miles et Alex Higgins. Le Pot Black aida à transformer le snooker d'un sport minoritaire avec juste une poignée de professionnels en un des sports les plus populaires du Royaume-Uni, où chaque tournoi est disputé avec acharnement et où les meilleurs joueurs gagnent des millions par an, mais il y a beaucoup de nostalgie pour les jours simples et amicaux du Pot Black.

## Palmarès
| Année | Vainqueur          | Finaliste      | Score                          |
| ----- | ------------------ | -------------- | ------------------------------ |
| 1969  | Ray Reardon        | John Spencer   | 88 - 29 (points)               |
| 1970  | John Spencer       | Ray Reardon    | 88 - 27 (points)               |
| 1971  | John Spencer (2)   | Fred Davis     | 61 - 40 (points)               |
| 1972  | Eddie Charlton     | Ray Reardon    | 75 - 43 (points)               |
| 1973  | Eddie Charlton (2) | Rex Williams   | 93 - 33 (points)               |
| 1974  | Graham Miles       | John Spencer   | 147 - 86 (points en 2 manches) |
| 1975  | Graham Miles (2)   | Dennis Taylor  | 81 - 27 (points)               |
| 1976  | John Spencer (3)   | Dennis Taylor  | 69 - 42 (points)               |
| 1977  | Perrie Mans        | Doug Mountjoy  | 90 - 21 (points)               |
| 1978  | Doug Mountjoy      | Graham Miles   | 2 - 1 (manches)                |
| 1979  | Ray Reardon (2)    | Doug Mountjoy  | 2 - 1 (manches)                |
| 1980  | Eddie Charlton (3) | Ray Reardon    | 2 - 1 (manches)                |
| 1981  | Cliff Thorburn     | Jim Wych       | 2 - 0 (manches)                |
| 1982  | Steve Davis        | Eddie Charlton | 2 - 0 (manches)                |
| 1983  | Steve Davis (2)    | Ray Reardon    | 2 - 0 (manches)                |
| 1984  | Terry Griffiths    | John Spencer   | 2 - 1 (manches)                |
| 1985  | Doug Mountjoy (2)  | Jimmy White    | 2 - 0 (manches)                |
| 1986  | Jimmy White        | Kirk Stevens   | 2 - 0 (manches)                |
| 1991  | Steve Davis (3)    | Stephen Hendry | 2 - 1 (manches)                |
| 1992  | Neal Foulds        | James Wattana  | 1 - 0                          |
| 1993  | Steve Davis (4)    | Mike Hallett   | 2 - 0                          |
| 2005  | Matthew Stevens    | Shaun Murphy   | 53 - 27 (points)               |
| 2006  | Mark Williams      | John Higgins   | 119 - 13 (points)              |
| 2007  | Ken Doherty        | Shaun Murphy   | 71 - 36 (points)               |

## Bilan par pays
| Pays           | Joueurs | Total | Premier titre | Dernier titre |
| -------------- | ------- | ----- | ------------- | ------------- |
| Angleterre     | 4       | 11    | 1970          | 1993          |
| Pays de Galles | 5       | 7     | 1969          | 2006          |
| Australie      | 1       | 3     | 1972          | 1980          |
| Afrique du Sud | 1       | 1     | 1977          | 1977          |
| Canada         | 1       | 1     | 1986          | 1986          |
| Irlande        | 1       | 1     | 2007          | 2007          |